# Негенбля, Иван Ефимович
Иван Ефимович Негенбля (17 августа 1938 — 10 июня 2024) — советский и российский публицист, кандидат исторических наук (2004).
Автор более 30 книг. Член Союза журналистов России и Международного сообщества писательских союзов и Союза журналистов России.

## Биография
Родился 17 августа 1938 года в селе Снетин Лубенского района Полтавской области Украинской ССР.
Семья пережила два года оккупации во время Великой Отечественной войны. В 1943 году, после освобождения села, его старшая сестра Маша пошла в первый класс, через год записался в школу и Иван. Школу он окончил с серебряной медалью в пятнадцать лет.
Год проработав в колхозе, чтобы достигнуть шестнадцати лет, поступил в Киевский институт инженеров гражданской авиации (ныне Национальный авиационный университет), который окончил в 1961 году и по распределению прибыл в Якутскую АССР работать инженером в Якутской авиационно-технической базе (АТБ). С 1968 года работал начальником АТБ Маганского авиапредприятия, с 1974 года — начальником штаба, затем старшим преподавателем 17-го учебно-тренировочного авиаотряда.
С середины 1960-х годов Иван Негембля начал публикацию очерков и путевых заметок в газетах «Социалистическая Якутия», «Молодежь Якутии» и «Северная трасса». С 1985 года занимался изучением истории авиации. Его очерки и статьи на эту тему, а также посвященные сегодняшним проблемам воздушного транспорта регулярно публикуются в местных и ведомственных изданиях. С 1990 по 2000 год был корреспондентом газеты «Северная трасса». В 2004 году защитил кандидатскую диссертацию на тему «История инженерно-авиационной службы воздушного транспорта Якутии: 1925—1985 гг.».
И. Е. Негенбля принимал участие в создании экспозиций музея авиации Якутии, являлся одним из инициаторов открытия в Якутском аэропорту мемориала, посвящённого авиаторам, погибшим на перегоночной трассе Аляска-Сибирь.
Заслуженный работник культуры Республики Саха (Якутия), почетный работник воздушного транспорта РС(Я), лауреат премии им. В. И. Кузьмина, лауреат конкурсов журналистов РС(Я), посвященных 50-летию и 60-летию Великой Победы, лауреат премии Союза журналистов РС(Я). Удостоен звания «Почётный гражданин Республики Саха (Якутия)».
Умер 9 (по другим данным 10) июня 2024 года в возрасте 85 лет.